# Тавіл

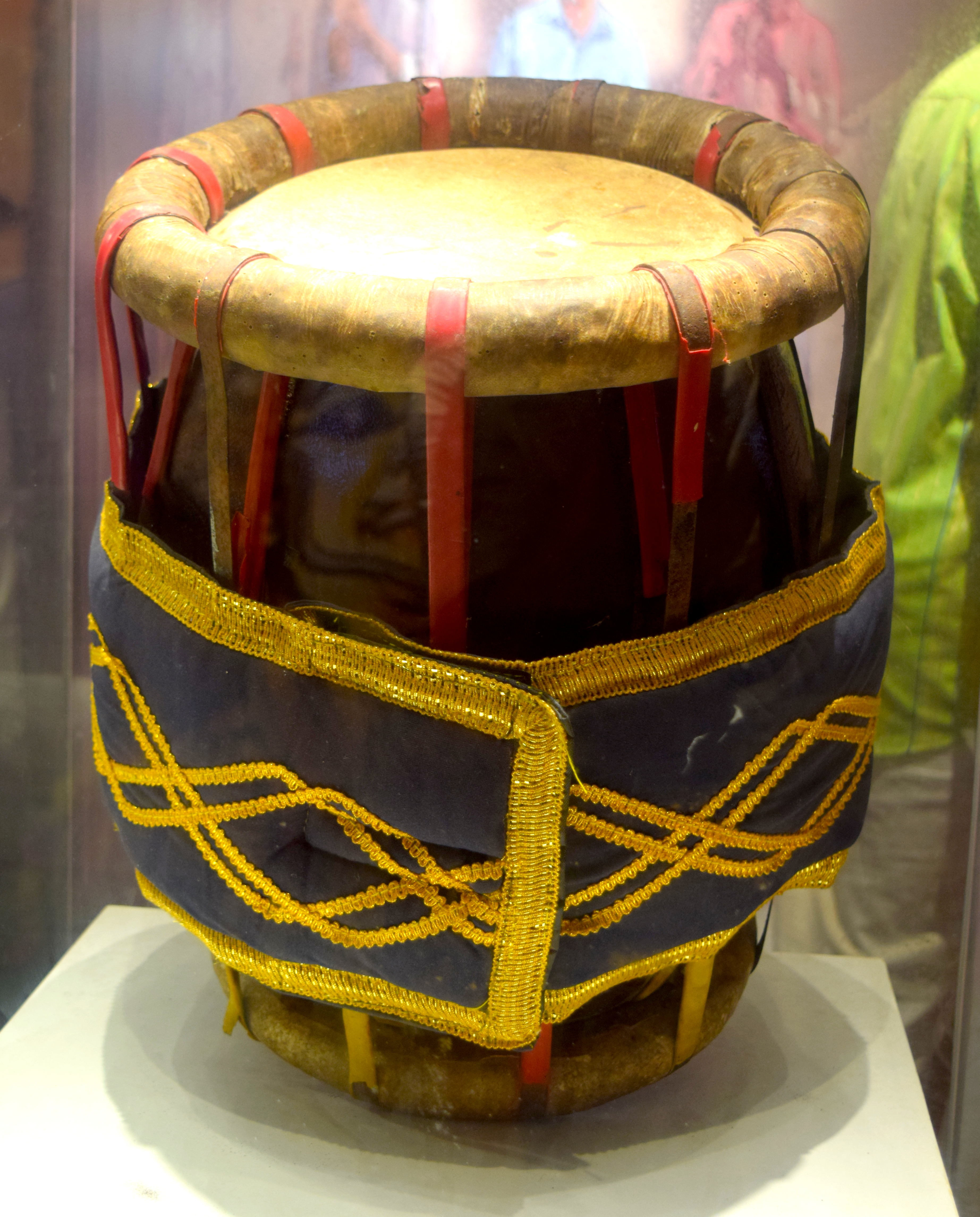
Тавіл

Тавіл (там. தவில்) — це барабаноподібний ударний музичний інструмент з південноіндійського штату Тамілнад. Широко використовується також в інших південноіндійських штатах — Андгра-Прадеш, Карнатака, Керала, Телангана, а також на півночі та сході Шрі-Ланки, зокрема у районах, населених тамілами (Таміл-Ілам). Інструмент застосовується в храмовій, народній та карнатичній музиці, часто у поєднанні з надасварамом. Тавіл і надасварам є невід'ємними складовими традиційних фестивалів і церемоній у Південній Індії.

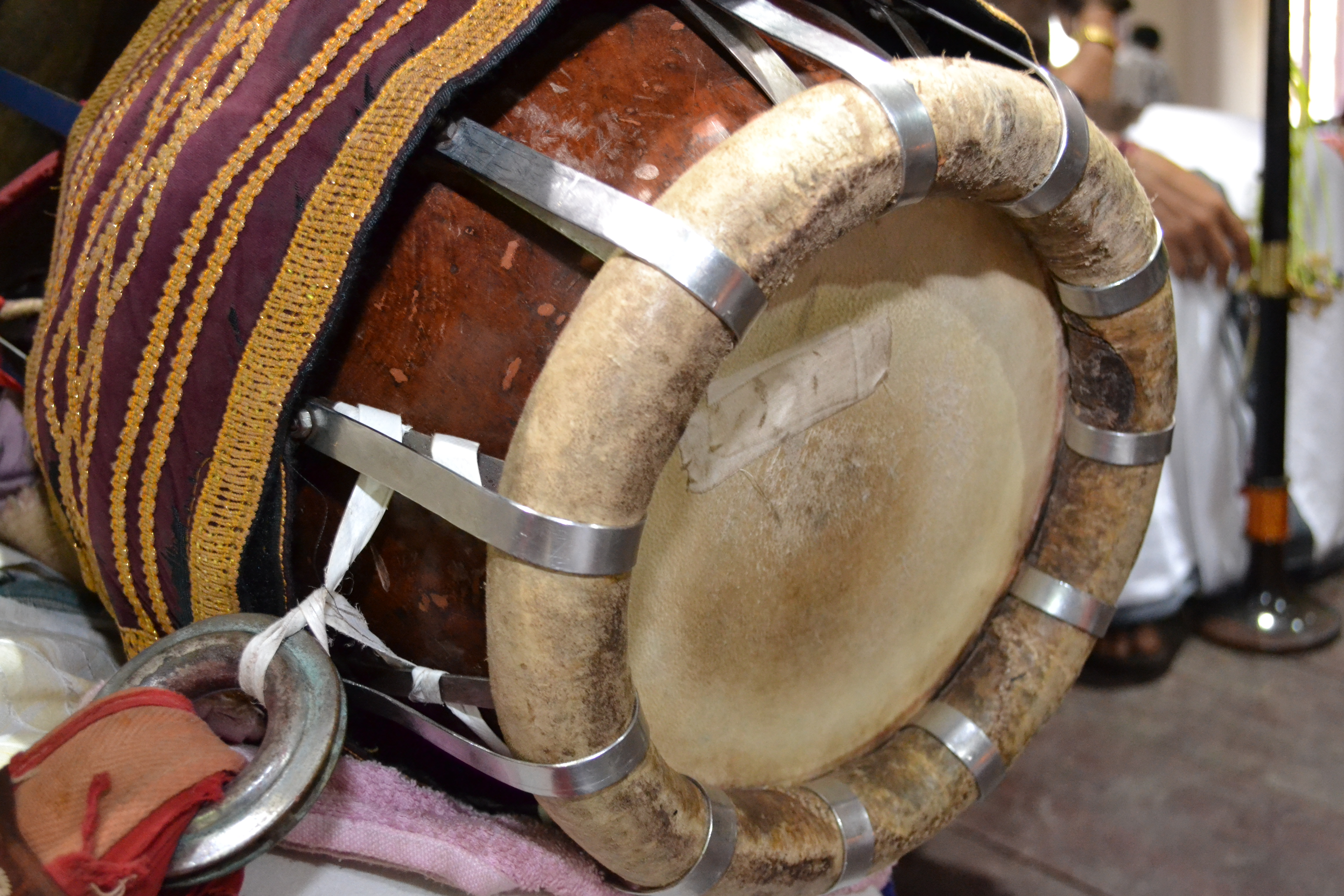
Тавіл

## Історія
Тавіл має давнє походження з міста Тханджавур у Тамілнаді. Він є важливою частиною карнатичної музичної традиції регіону. Основні центри виготовлення інструментів — Танджавур і Валаяпатті.

## Будова
Тавіл складається з циліндричного корпусу, видовбаного з цільного шматка дерева джекфрут. З обох боків корпус закритий натягнутою шкірою — з правого боку використовується шкіра водяного буйвола, з лівого — козина. Мембрани закріплюються за допомогою пенькових кілець, прикріплених до корпусу. Правий бік інструмента має більший діаметр і сильніше натягнутий, тоді як лівий — менший і натягнутий слабше, що дозволяє змінювати висоту тону. Водночас більша мембрана має вищий тон, ніж менша.
Сучасний тавіл має корпус, обрамлений сталевим кільцем, вкрите пластиком, до якого прикріплюються обидві шкіри за допомогою металевих ремінців. Кожну мембрану можна налаштовувати окремо.

## Використання та положення

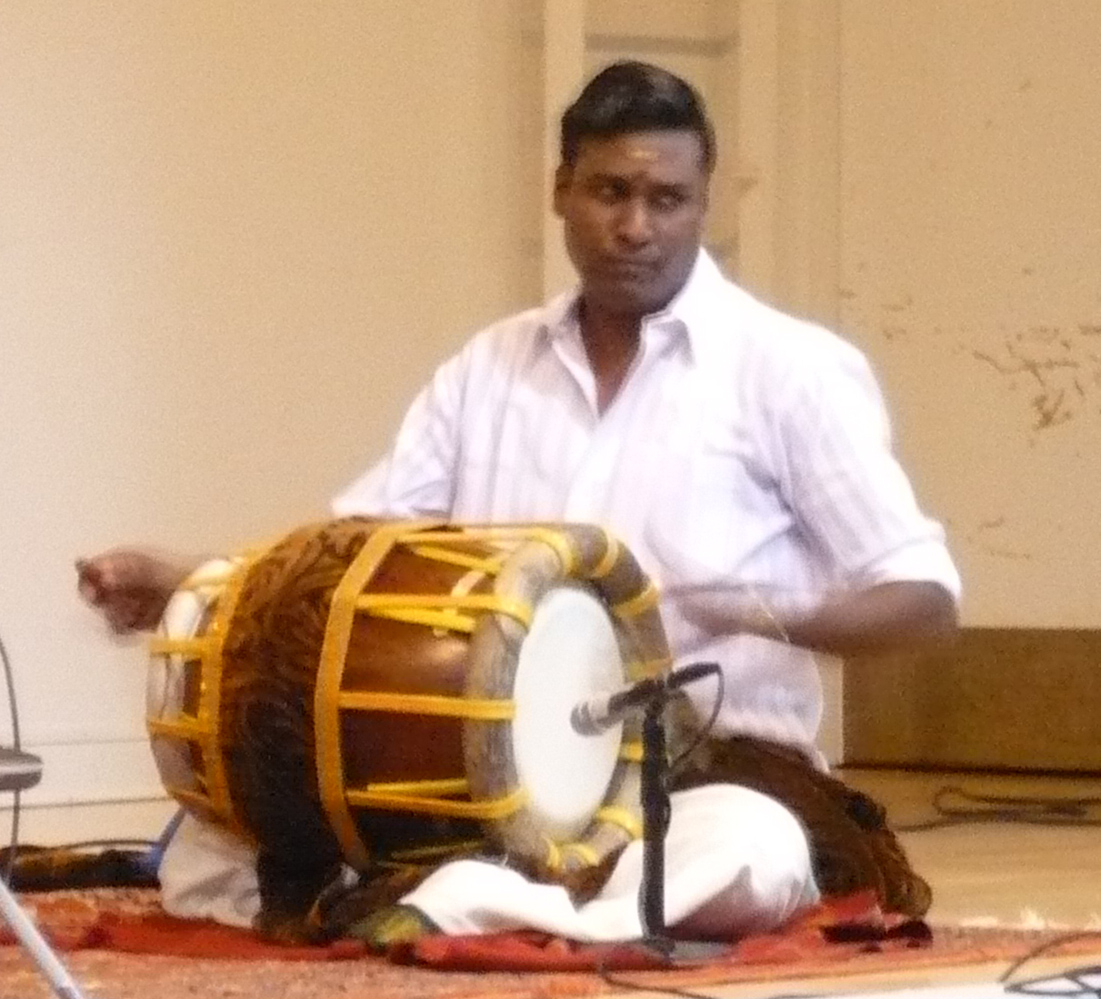
Велліямбаккам В. М. Палланівел виконує гру на тавілі — варто зауважити, що сторони інструмента змінені місцями, оскільки музикант є лівшею.

Інструмент грають сидячи або носячи на ремені (надаї), перекинутому через плече. Праву мембрану грають правою рукою, використовуючи зап'ястя та пальці. Для гри музикант надягає спеціальні ковпачки на пальці, зроблені з затверділого клею на основі пшеничного борошна (маїди). Ліву мембрану вдаряють короткою товстою паличкою з дерева портії (Thespesia populnea).
Існують варіації гри: у народній музиці іноді використовують пару довших і тонших паличок. У тамільських фільмах звук тавіла часто використовується у музичних номерах. Серед відомих фільмів, де звучить тавіл: Thillaanaa Mohanambal, Paruthiveeran, Karagattakaran, Sarvam Thaala Mayam.
Для ліворуких музикантів сторони інструмента можуть бути дзеркально змінені, і деякі ансамблі надасвараму включають гравців на тавілі як з провідною правою, так і з провідною лівою рукою.